# Tetanus
Tetanus je akutna infektivna bolest (anaerobna infekcija) koju uzrokuje anaerobna bakterija Clostridium tetani, karakterizirana intermitentnim toničkim grčevima voljne muskulature; grč mišića za žvakanje uzrok je trizmusa. 

## Epidemiologija i patogeneza
Tetanus diljem svijeta godišnje uzrokuje 50.000 smrtnih slučajeva. Od tetanusa češće obolijevaju stariji bolesnici, kao i bolesnici s opeklinama, kirurškim ranama, te ovisnici o intravenskim opijatima. Infekcija također može nastati u maternici, u postpartalnom razdoblju (ginekološki tetanus) i u pupku novorođenčeta (tetanus neonatorum). Preboljela bolest ne ostavlja imunitet. Tetanus je vrlo važna preventabilna bolest, osobito njen neonatalni oblik u zemljama u razvoju.
Manifestacije tetanusa uzrokovane su egzotoksinom (tetanospazmin) kojeg proizvodi C. tetani, tanki, pokretni, gram-pozitivni, anaerobni, sporogeni bacil. Spore preživljavaju godinama, a mogu se naći u tlu i u fecesu životinja. Tetanus može nastati nakon trivijalnih ili čak neuočljivih rana, ako je u ozlijeđenom tkivu nizak sadržaj kisika.
Toksin može doći do središnjega živčanog sustava putem perifernih motornih živaca ili pak do živčanog tkiva dolazi krvotokom. Tetanospazmin se veže za gangliozide u membranama živčanih sinapsi, čime sprječava oslobađanje inhibitornog neurotransmitera iz živčanih završetaka i tako uzrokuje generalizirani tonički spasticitet, na koji se obično nadovezuju intermitentni tonički grčevi. Jednom vezan, toksin se ne može neutralizirati.

## Simptomi i znaci
Inkubacija je od 2 do 50 dana (u prosjeku 5 do 10 dana). Vodeći simptom je ukočenost čeljusti. Drugi simptomi su otežano gutanje; nemir; iritabilnost; ukočenost šije, ruku ili nogu; glavobolja; vrućica; grlobolja; zimice i tonički spazmi. U kasnijem tijeku bolesnik otežano otvara usta (trizmus); grč facijalnih mišića izaziva karakterističan izraz lica s fiksiranim smiješkom i podignutim obrvama (risus sardonicus). Moguća je pojava rigiditeta ili spazma trbušnih, vratnih i leđnih mišića – sve do opistotonusa. Spazam sfinktera uzrokuje retenciju urina ili opstipaciju. Disfagija može otežati prehranu bolesnika. Karakteristični bolni, generalizirani tonički grčevi s profuznim znojenjem mogu biti potaknuti blagim podražajima kao što su propuh, buka ili pomicanje kreveta. Svijest je obično bistra ali nakon ponavljanih spazama može uslijediti koma. Za vrijeme generaliziranih grčeva, zbog rigiditeta prsnog koša ili spazma glotisa, bolesnik ne može govoriti niti vikati. To ometa i respiraciju, pa nastaje cijanoza ili fatalna asfiksija. Neposredan uzrok smrti ne mora biti razvidan.
Temperatura je umjereno povišena, osim u slučaju infektivnih komplikacija, kao što je pneumonija. Respiratorna i srčana frekvencija su ubrzane. Refleksi su često pojačani. Uobičajena je umjerena leukocitoza.
Lokalizirani tetanus je moguć, pri čemu postoji spasticitet skupine mišića u blizini rane ali bez trizmusa. Spasticitet može trajati tjednima. Cefalički tetanus, češći u djece, povezan je s kroničnim medijalnim otitisom; incidencija je najveća u Africi i Indiji. Mogu biti zahvaćeni svi kranijalni živci, a osobito 7. Cefalički tetanus može postati generalizirani. Nakon neonatalnog tetanusa opisana je obostrana percepcijska gluhoća.

## Dijagnoza
Podatak o ranjavanju, kod bolesnika s ukočenošću ili spazmom mišića, ključan je za dijagnozu. Tetanus se može zamijeniti s bakterijskim ili virusnim meningoencefalitisom, no kombinacija bistre svijesti, normalnog nalaza cerebrospinalnog likvora i spazama mišića, ukazuje na tetanus. Trizmus valja razlikovati od peritonzilarnog ili retrofaringealnog apscesa ili od drugog lokalnog uzroka. Fenotijazini mogu izazvati rigiditet sličan tetanusu.
C. tetani se ponekad može izolirati iz rane, no negativan nalaz ne govori protiv dijagnoze.

## Prognoza
Ukupna smrtnost, širom svijeta, iznosi 50%; smrtnost je najveća kod najmlađih i najstarijih bolesnika i kod narkomana. Prognoza je to lošija, što je inkubacija kraća i što je brža progresija simptoma ili što je liječenje kasnije započeto. Tijek bolesti je općenito blaži ako nema vidljivog žarišta infekcije. 

## Profilaksa
Primarna imunizacija protiv tetanusa s tekućim ili adsorbiranim toksoidom, djelotvornija je od davanja antitoksina nakon ozljede. Imunizacija trudnice izaziva aktivni i pasivni imunitet u fetusa i treba je provesti u gestacijskoj dobi od 5 do 6 mjeseci s drugom dozom cjepiva nakon 8. mjeseca. Pasivni imunitet se razvija kad se toksoid da majci prije gestacijske dobi od 6 mj. 
Nakon ozljede, bolesnici koji su dobili tetanus toksoid u zadnjih 5 godina, ne trebaju primiti dodatnu dozu. Oni koji su zadnje cjepivo primili prije >5 god, trebaju primiti dozu od 0,5 ml tetanus toksoida. Oni koji nikad ranije nisu cijepljeni protiv tetanusa, trebaju primiti 250 do 500 jedinica tetaničkog imunoglobulina (kod teških ranjavanja potrebna je veća doza). Istodobno ali na drugo mjesto, treba dati prvu od tri doze od 0,5 ml adsorbiranog tetanus toksoida SC ili IM. Druga, odnosno treća doza toksoida, daju se u razmacima od mjesec dana. Tetanus antitoksin 3000 do 5000 jedinica IM treba dati samo ako tetanički imunoglobulin nije dostupan.(PAŽNJA: Tetanus antitoksin se proizvodi iz konjskog ili goveđeg seruma - moguća je reakcija preosjetljivosti)

## Liječenje
Terapija uključuje održavanje dišnog puta; ranu i adekvatnu primjenu humanog imunog serumskog globulina; neutralizaciju nevezanog toksina; sprječavanje daljnje proizvodnje toksina; sedaciju; kontrolu mišićnih spazama, hipertonusa, ravnoteže tekućine i interkurentnih infekcija; i pružanje kontinuirane njege. Serum protiv tenanusa otkrio je njemački imunolog Emil Behring.
Opći principi: Bolesnik mora biti u tihoj prostoriji. U umjereno teškim ili teškim slučajevima, bolesnika treba intubirati. Traheotomiju valja izvršiti onda kad se očekuje dulje trajanje intubacije – tj. više od 7 dana. Mehanička ventilacija je često neophodna; ona je neizbježna kad je zbog kontrole mišićnih spazama, koji ometaju disanje, potrebno izvršiti neuromuskularnu blokadu. Parenteralnom se prehranom izbjegava rizik aspiracije, koja je moguća pri hranjenju preko nazogastrične sonde. Opstipacija je uobičajena, pa treba paziti da stolice ne postanu tvrde; rektalna sonda može pomoći kod meteorizma. Kod retencije urina, potrebno je postaviti urinarni kateter. Toaleta dišnih puteva, vibriranje prsnog koša, često okretanje bolesnika i poticanje iskašljavanja, bitni su u prevenciji pneumonije. Često je potrebna narkotička analgezija. Pacijenti s protrahiranim tetanusom mogu imati znakove labilnosti i hiperaktivnosti simpatičkog živčanog sustava, što se očituje razdobljima hipertenzije, tahikardije i miokardijalne iritabilnosti. Indicirano je stalno monitoriranje, a može biti potrebna i primjena α- ili β-blokatora (npr. propranolol, labetalol) ili betanidina. Nakon oporavka, kod bolesnika treba provesti potpunu imunizaciju toksoidom.
Antitoksin: Korist od antiseruma ovisi o tome koliko je tetanospazmina već vezano za sinaptičke membrane. Kod odraslih se općenito preporuča jednokratna IM injekcija od 3000 jedinica tetaničkog imunoglobulina s rasponom od 1500 do 10000 jedinica, ovisno o težini rane. Budući da ne postiže dobru razinu antitoksina u serumu i da postoji značajan rizik od serumske bolesti, antitoksin životinjskog porijekla je daleko manje preporučljiv. Ipak, ako se mora dati konjski serum, uobičajena doza je 50000 jed. IM ili IV (pažnja: moguća reakcija preosjetljivosti). Ako je potrebno, imuni globulin ili antitoksin mogu se injicirati izravno u ranu, no to nije toliko važno kao pravilna obrada rane. 
Obrada rane: Budući da prljavština i nekrotično tkivo olakšavaju razmnožavanje C. tetani, bitan je brz i temeljit debridman, osobito dubokih ubodnih rana. Penicilin i tetraciklini su učinkoviti protiv C. tetani ali nisu zamjena za adekvatan debridman i imunizaciju. 
Kontrola mišićnih spazama: benzodiazepini, klorpromazin i barbiturati kratkog djelovanja, smanjuju pretjeranu živčanu podražljivost i olakšavaju spazme mišića. Diazepam može pomoći u kontroli grčeva, smanjiti rigiditet mišića i inducirati sedaciju. Raspon doza je varijabilan i potrebna je pažljiva titracija i opservacija. Najteži slučajevi mogu zahtijevati 10 do 20 mg IV svaka 3 h. Manje teški slučajevi mogu biti kontrolirani s 5 do 10 mg PO svaka 2 do 4h. Doza kod djece >30 dana jest 1 do 2 mg IM ili IV, a ponavlja se polako svaka 3 do 4 h prema potrebi. Kod djece >5 god, 5 do 10 mg IV ili IM, ponavlja se svaka 2 do 4 h. Diazepam ne mora spriječiti refleksne spazme, pa održavanje učinkovite respiracije može zahtijevati primjenu neuromuskularne blokade s kurariformnim lijekom, kao što je pankuronij bromid ili vekuronij bromid (d-Tubokurarin, za razliku od pankuronij bromida, može izazvati oslobađanje histamina s neželjenom hipotenzijom). Primjena piridoksina, koja reducira spazme i čak mortalitet kod neonatalnog tetanusa, bila je vrlo ograničena ali obećavajuća. 
Antibiotici: Iako je uloga antibiotske terapije neznatna u odnosu na obradu rane i opću potpornu terapiju, trebalo bi dati ili penicilin G, 2 milijuna jedinica IV svakih 6 h ili tetraciklin 500 mg IV svakih 6 h, kroz 10 dana. Djeci treba dati penicilin G, 100000 jed/kg/dan u 4 do 6 doza ili tetraciklin 30 do 40 mg/kg/dan podijeljeno u 4 doze (kod djece >7 god; tetraciklin valja izbjegavati u djece <7 god.). Također je djelotvoran metronidazol 30 mg/kg/dan, podijeljeno u 4 doze. Veća količina ishemičnog tkiva opravdava primjenu većih doza kod svih bolesnika. Nije vjerojatno da će bilo koji antibiotik biti učinkovit u prevenciji sekundarnih infekcija (npr. pneumonije); ako se one pojave, valja uzeti uzorke za mikrobiološku obradu, učiniti antibiogram i dati odgovarajući antibiotik ako je potrebno.

## Pogledajte također
- Flegmona
- Empijem
- Apsces
- Hidradenditis
- Limfangiitis
- Panaricij
- Erizipel
- Erizipeloid
- Plinska gangrena
- Furunkul
- Karabunkul
- Progresivna bakterijska sinergistična gangrena

|  | Molimo pročitajte upozorenje o korištenju medicinskih informacija. Ne provodite liječenje bez savjetovanja s liječnikom! |